# 2015-ös U23-as labdarúgó-Afrika-bajnokság
A 2015-ös U23-as labdarúgó-Afrika-bajnokságot Szenegálban rendezték 8 csapat részvételével. A címvédő Gabon válogatottja volt. Nigéria, Algéria és Dél-Afrika válogatottjai kijutottak a 2016. évi nyári olimpiai játékokra.

## Résztvevők
| Nemzet                  | Korábbi részvételek száma |
| ----------------------- | ------------------------- |
| Szenegál · (Rendező)    | 2                         |
| Algéria                 | 2                         |
| Egyiptom                | 2                         |
| Mali                    | 1                         |
| Nigéria                 | 2                         |
| Dél-afrikai Köztársaság | 2                         |
| Tunézia                 | 1                         |
| Zambia                  | 1                         |

## Csoportkör

### A csoport
| Csapat                  | M | Gy | D | V | G+ | G– | Gk | P |
| ----------------------- | - | -- | - | - | -- | -- | -- | - |
| Szenegál                | 3 | 3  | 0 | 0 | 6  | 1  | +5 | 9 |
| Dél-afrikai Köztársaság | 3 | 2  | 0 | 1 | 5  | 5  | 0  | 6 |
| Tunézia                 | 3 | 1  | 0 | 2 | 2  | 4  | –2 | 3 |
| Zambia                  | 3 | 0  | 0 | 3 | 3  | 6  | –3 | 0 |

| 2015. november 28. 15:00 (UTC+0) |

| Szenegál                             | 3–1               | Dél-afrikai Köztársaság      |
| ------------------------------------ | ----------------- | ---------------------------- |
| Diedhiou 16' (11-esből) 22' Sarr 88' | (2–1) Jegyzőkönyv | P. Ntshangase 28' (11-esből) |

| Stade Léopold Sédar Senghor, Dakar Játékvezető: Rédouane Jiyed (marokkói) |

| 2015. november 28. 18:00 (UTC+0) |

| Zambia       | 1–2               | Tunézia       |
| ------------ | ----------------- | ------------- |
| Kampamba 15' | (1–1) Jegyzőkönyv | Jouini 3' 83' |

| Stade Léopold Sédar Senghor, Dakar Játékvezető: Juste Efrem Zio (Burkina Fasó-i) |

| 2015. december 1. 15:00 (UTC+0) |

| Dél-afrikai Köztársaság   | 3–2               | Zambia                  |
| ------------------------- | ----------------- | ----------------------- |
| Masuku 46' Motupa 51' 58' | (0–1) Jegyzőkönyv | Luchanga 34' Mutale 72' |

| Stade Léopold Sédar Senghor, Dakar Játékvezető: Mehdi Abid Sarif (algériai) |

| 2015. december 1. 18:00 (UTC+0) |

| Tunézia | 0–2               | Szenegál               |
| ------- | ----------------- | ---------------------- |
|         | (0–1) Jegyzőkönyv | Diédhiou 8' Diallo 84' |

| Stade Léopold Sédar Senghor, Dakar Játékvezető: Bienvenu Sinko (elefántcsontparti) |

| 2015. december 4. 17:00 (UTC+0) |

| Szenegál  | 1–0               | Zambia |
| --------- | ----------------- | ------ |
| Diallo 3' | (1–0) Jegyzőkönyv |        |

| Stade Léopold Sédar Senghor, Dakar Játékvezető: Joshua Bondo (botswanai) |

| 2015. december 4. 17:00 (UTC+0) |

| Dél-afrikai Köztársaság | 1–0               | Tunézia |
| ----------------------- | ----------------- | ------- |
| Masuku 85'              | (0–0) Jegyzőkönyv |         |

| Stade Caroline Faye, M'Bour Játékvezető: Hamada Nampiandra (madagaszkári) |

### B csoport
| Csapat   | M | Gy | D | V | G+ | G– | Gk | P |
| -------- | - | -- | - | - | -- | -- | -- | - |
| Algéria  | 3 | 1  | 2 | 0 | 3  | 1  | +2 | 5 |
| Nigéria  | 3 | 1  | 2 | 0 | 5  | 4  | +1 | 5 |
| Mali     | 3 | 1  | 0 | 2 | 3  | 5  | –2 | 3 |
| Egyiptom | 3 | 0  | 2 | 1 | 3  | 4  | –1 | 2 |

| 2015. november 29 15:00 (UTC+0) |

| Egyiptom    | 1–1               | Algéria    |
| ----------- | ----------------- | ---------- |
| Kahraba 54' | (0–0) Jegyzőkönyv | Ferhat 68' |

| Stade Caroline Faye, M'Bour Játékvezető: Malang Diedhiou (szenegáli) |

| 2015. november 29. 18:00 (UTC+0) |

| Mali                               | 2–3               | Nigéria                    |
| ---------------------------------- | ----------------- | -------------------------- |
| Niane 55' (11-esből) A. Diarra 64' | (0–3) Jegyzőkönyv | Ajayi 15' 45' Mohammed 33' |

| Stade Caroline Faye, M'Bour Játékvezető: Hamada Nampiandra (madagaszkári) |

| 2015. december 2. 15:00 (UTC+0) |

| Algéria                          | 2–0               | Mali |
| -------------------------------- | ----------------- | ---- |
| Ferhat 72' Y. Traoré 83' (öngól) | (0–0) Jegyzőkönyv |      |

| Stade Caroline Faye, M'Bour Játékvezető: Joshua Bondo (botswanai) |

| 2015. december 2. |

| Nigéria                                  | 2–2               | Egyiptom                        |
| ---------------------------------------- | ----------------- | ------------------------------- |
| Oghenekaro 21' (11-esből) 30' (11-esből) | (2–0) Jegyzőkönyv | Szobhi 47' Amaefule 54' (öngól) |

| Stade Caroline Faye, M'Bour Játékvezető: Antoine Effa (kameruni) |

| 2015. december 5. 17:00 (UTC+0) |

| Egyiptom | 0–1               | Mali          |
| -------- | ----------------- | ------------- |
|          | (0–1) Jegyzőkönyv | Coulibaly 18' |

| Stade Caroline Faye, M'Bour Játékvezető: Hudu Munyemana (ruandai) |

| 2015. december 5. 17:00 (UTC+0) |

| Algéria | 0–0         | Nigéria |
| ------- | ----------- | ------- |
|         | Jegyzőkönyv |         |

| Stade Léopold Sédar Senghor, Dakar Játékvezető: Malang Diedhiou (szenegáli) |

## Egyenes kieséses szakasz
|  |                         |                         |           |               |   |         |         |       |
|  | Elődöntők               | Elődöntők               | Elődöntők |               |   | Döntő   | Döntő   | Döntő |
|  | Elődöntők               | Elődöntők               | Elődöntők |               |   | Döntő   | Döntő   | Döntő |
|  | december 9.             |                         |           |               |   |         |         |       |
|  |                         |                         |           |               |   |         |         |       |
|  | A1                      | Szenegál                | 0         |               |   |         |         |       |
|  | A1                      | Szenegál                | 0         | december 12.  |   |         |         |       |
|  | B2                      | Nigéria                 | 1         |               |   |         |         |       |
|  | B2                      | Nigéria                 | 1         |               |   | Nigéria | Nigéria | 2     |
|  | december 9.             |                         |           |               |   | Nigéria | Nigéria | 2     |
|  |                         |                         | Algéria   | Algéria       | 1 |         |         |       |
|  | B1                      | Algéria                 | Algéria   | Algéria       | 1 | 2       |         |       |
|  | B1                      | Algéria                 |           |               |   |         |         |       |
|  | A2                      | Dél-afrikai Köztársaság | 0         |               |   |         |         |       |
|  | A2                      | Dél-afrikai Köztársaság | 0         | Bronzmérkőzés |   |         |         |       |
|  |                         |                         |           |               |   |         |         |       |
|  | december 12.            |                         |           |               |   |         |         |       |
|  |                         |                         |           |               |   |         |         |       |
|  | Szenegál                | Szenegál                | 0 (1)     |               |   |         |         |       |
|  | Szenegál                | Szenegál                | 0 (1)     |               |   |         |         |       |
|  | Dél-afrikai Köztársaság | Dél-afrikai Köztársaság | 0 (3)     |               |   |         |         |       |
|  | Dél-afrikai Köztársaság | Dél-afrikai Köztársaság | 0 (3)     |               |   |         |         |       |

### Elődöntők
| 2015 december 9. 15:00 (UTC+0) |

| Szenegál | 0–1               | Nigéria                   |
| -------- | ----------------- | ------------------------- |
|          | (0–0) Jegyzőkönyv | Oghenekaro 76' (11-esből) |

| Stade Léopold Sédar Senghor, Dakar Játékvezető: Redouane Jiyed (marokkói) |

| 2015 december 9. 18:30 (UTC+0) |

| Algéria                     | 2–0               | Dél-afrikai Köztársaság |
| --------------------------- | ----------------- | ----------------------- |
| Darfalou 8' Benkhemassa 49' | (1–0) Jegyzőkönyv |                         |

| Stade Léopold Sédar Senghor, Dakar Játékvezető: Juste Ephrem Zio (Burkina Fasó-i) |

### Bronzmérkőzés
| 2015 december 12. 16:00 (UTC+0) |

| Szenegál                   | 0–0         | Dél-afrikai Köztársaság                |
| -------------------------- | ----------- | -------------------------------------- |
|                            | Jegyzőkönyv |                                        |
| Büntetőpárbaj              |             |                                        |
| Badji Diaw I. Sarr S. Sarr | 1–3         | Motupa Mngonyama Masuku Dolly Mahlambi |

| Stade Léopold Sédar Senghor, Dakar Játékvezető: Hudu Munyemana (ruandai) |

### Döntő
| 2015 december 12. 19:00 (UTC+0) |

| Nigéria                       | 2–1               | Algéria          |
| ----------------------------- | ----------------- | ---------------- |
| Oghenekaro 13' (11-esből) 39' | (2–1) Jegyzőkönyv | Tope 30' (öngól) |

| Stade Léopold Sédar Senghor, Dakar Játékvezető: Hamada Nampiandra (madagaszkári) |

| A 2015-ös U23-as labdarúgó-Afrika-bajnokság győztese |
| ---------------------------------------------------- |
| · Nigéria                                            |